# Renaissance (альбом Vanilla Fudge)
| Оценки критиков | Оценки критиков |
| Источник        | Оценка          |
| --------------- | --------------- |
| Allmusic        | [ 1 ]           |

Renaissance — третий студийный альбом психоделик-рок-группы Vanilla Fudge, выпущенный в июне 1968 года на лейбле Atco Records под каталожным номером [SD] 33-244 в моно и стерео-версиях. Это первый альбом группы, практически полностью состоящий из материала собственного сочинения; пять песен из семи были написаны самими музыкантами.
В дополнение к оригинальным песням группы альбом Renaissance также включает композицию «The Spell That Comes After» (её написала Эссра Мохоук, протеже Фрэнка Заппы и Херба Коэна, но на первом издании альбома её автором был ошибочно указан художник обложек альбомов Заппы — Кэл Шенкель) и кавер-версию песни шотландского фолк-певца Донована — «Season of the Witch» . Во время записи «Season of the Witch» группа включила в текст строки из ещё одной песни Мохоук, «We Never Learn».
CD-переиздание альбома включает в себя три бонус-трека, которые первоначально были выпущены в виде отдельных синглов и не вошли в данный альбом.
В июле 1968 года Renaissance достиг 20 места в Billboard Album Charts.

## Список композиций
1. «The Sky Cried/When I Was a Boy» (Марк Стейн/Тим Богерт) — 7:36
2. «Thoughts» (Винс Мартелл[англ.]) — 3:28
3. «Paradise» (Стейн/Кармайн Аппис) — 5:59
4. «That’s What Makes a Man» (Стэйн) — 4:28
5. «The Spell That Comes After» (Эссра Мохоук[англ.]) — 4:29
6. «Faceless People» (Аппис) — 5:55
7. «Season of the Witch[англ.]» (Донован Линч; интерполяция песни Эссры Мохоук, «We Never Learn») — 8:40

## Бонус-треки
1. «All in Your Mind» (Аппис/Богерт/Мартелл/Стейн)
2. «The Look of Love» (Берт Бакарак/Хэл Дэвид)
3. «Where Is My Mind» (Стейн)

## Участники записи
- Кармайн Аппис — ударные, вокал
- Тим Богерт — бас-гитара, вокал
- Винс Мартелл[англ.] — гитара, вокал
- Марк Стейн — ведущий вокал, клавишные